# Optina Pustyň
Optina Pustyň je ruský pravoslavný monastýr (klášter) situovaný v blízkosti města Kozelsk v Kalužské oblasti. V 19. století byl nejvýznamnějším duchovním centrem ruské pravoslavné církve. Byl znám především jako místo s významnou tradicí starectví.

## Optinští starci

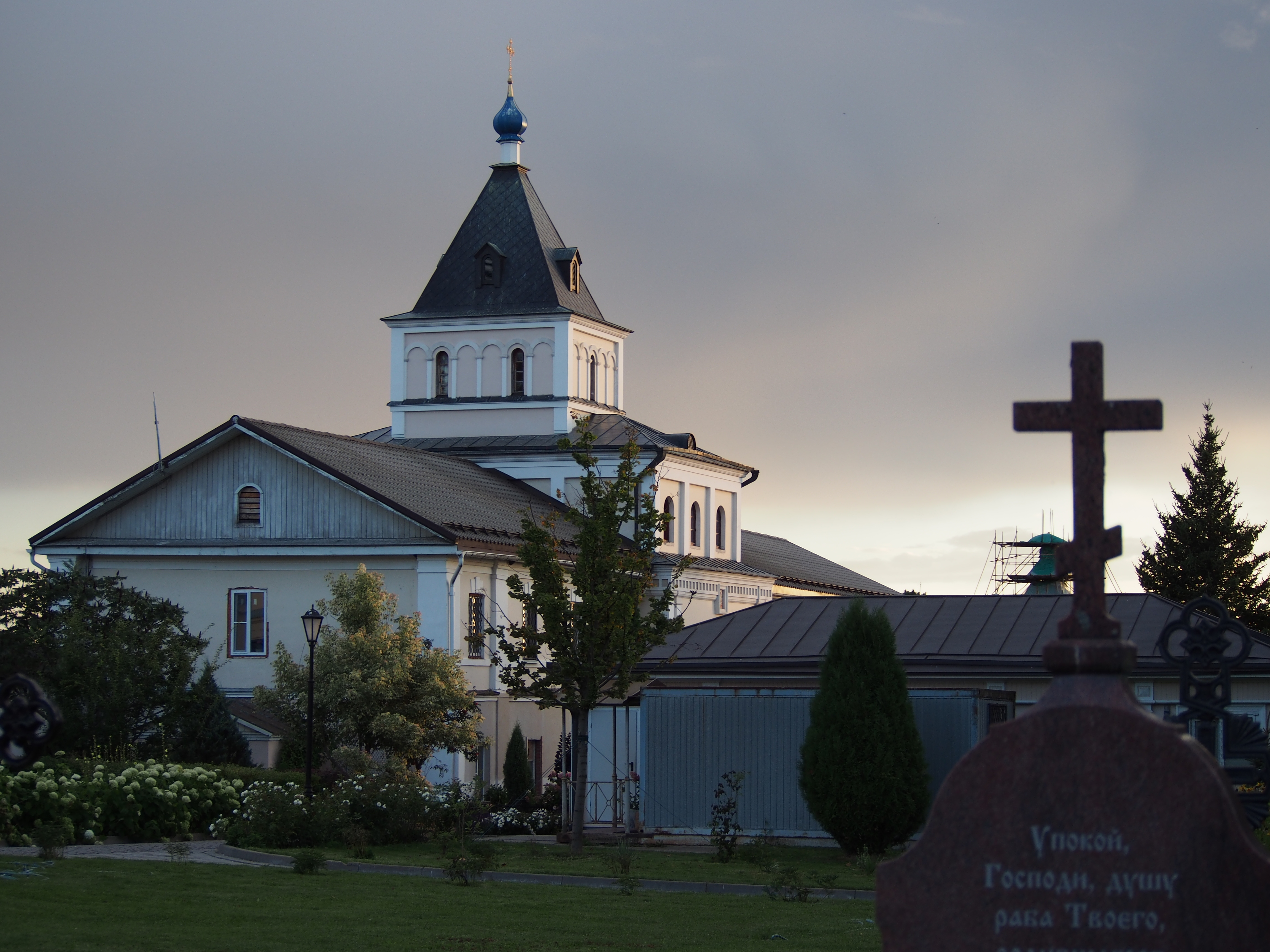

Za starci z Optiny putovalo velké množství věřících, vydali se sem také mnozí literáti, např. Vasilij Žukovskij, Nikolaj Gogol nebo Ivan Turgeněv. Roku 1878 klášter navštívil Fjodor Michajlovič Dostojevskij, který se zde inspiroval při psaní svého románu Bratři Karamazovi.
Po Říjnové revoluci roku 1917 byli mniši násilně vyhnáni, část kláštera byla pobořena. Roku 1987 byl poničený klášter navrácen ruské pravoslavné církvi.

## Významné postavy historie kláštera

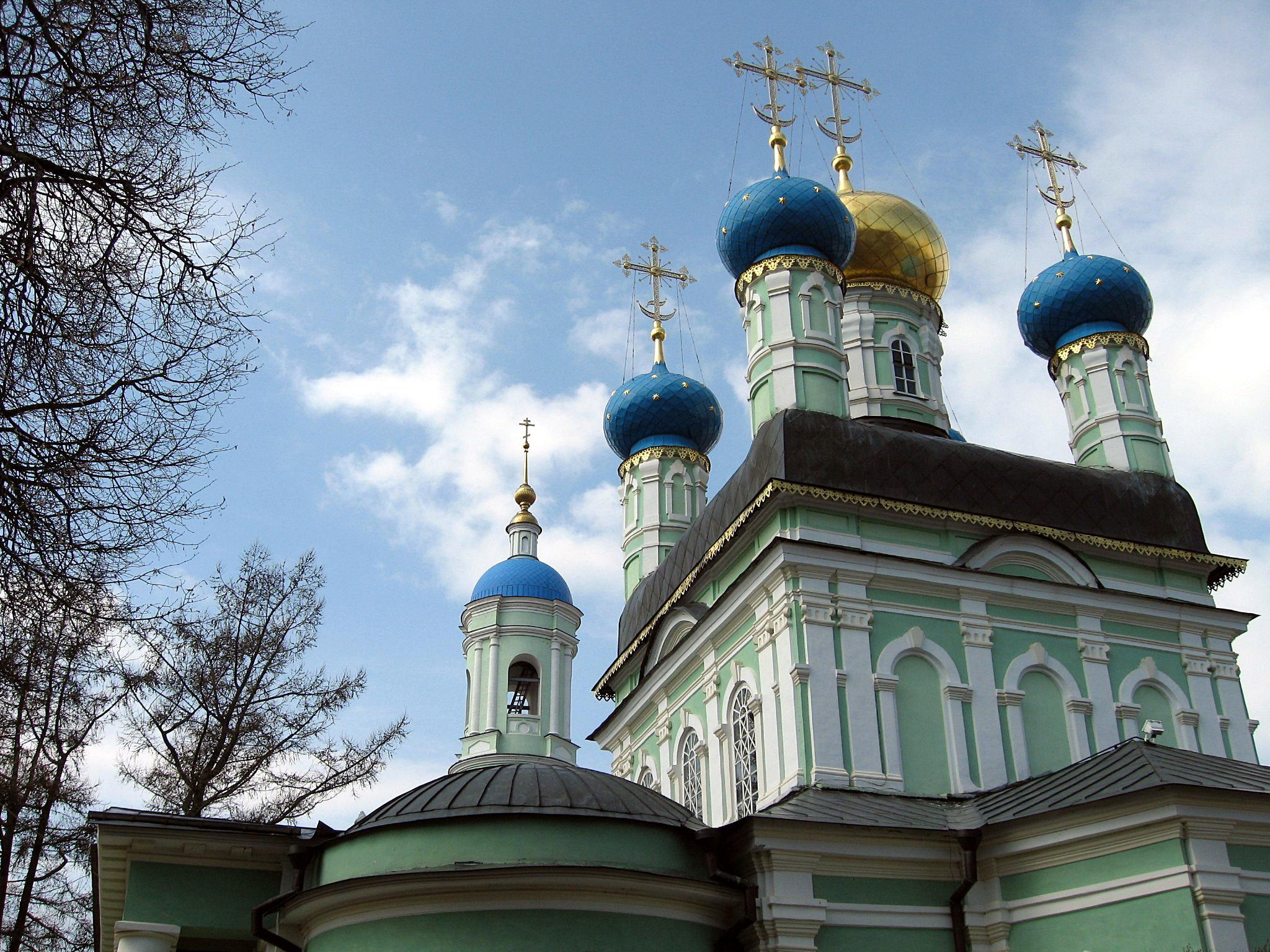
Klášterní kostel, 2006

Jedním z nejvýznamnějších mužů v historii kláštera byl archimandrita Mojsej, ochránce duchovních tradic starce Paisije Veličkovského. K dalším známým starcům patřil např. Otec Makárij, který vedl skupinu mnichů a literátů, jejichž cílem bylo přeložit do dobového jazyka Veličkovského sbírku spisů křesťanských asketů s názvem Filokalia. Mezi význačné optinské starce patří také sv. Ambrož Optinský.
Roku 1993 byli během oslav velikonočních svátků, když se v areálu kláštera nacházelo asi 10 tisíc lidí, tři mniši zavražděni.